# Ian Kershaw
Ian Kershaw [keršó] (* 29. dubna 1943 Oldham) je anglický historik, odborník na téma nacismu, autor ceněné dvoudílné biografie Adolfa Hitlera.

## Život a působení
Vystudoval historii na liverpoolské a oxfordské univerzitě. Na Manchesterské univerzitě byl odborným asistentem středověkých, později moderních dějin. V letech 1983–1984 byl hostujícím profesorem moderních dějin na univerzitě Ruhr v Bochumi, v západním Německu. Od roku 1987 do roku 1989 byl profesorem moderních dějin na univerzitě v Nottinghamu, a od roku 1989 na Sheffieldské univerzitě.
Je členem Britské akademie, Královské historické společnosti, Wissenschaftskolleg zu Berlin a Alexander von Humboldt-Stiftung v Bonnu. Úzce spolupracuje s BBC, byl odborným konzultantem řady jejích historických dokumentárních seriálů na téma nacismu, mimo jiné i The Nazis: A Warning from History, který získal cenu BAFTA. 